# Eurométropole de Metz
Eurométropole de Metz là một đô thị, cấu trúc liên xã tập trung vào các thành phố của Metz. Nó nằm ở Moselle, Grand Est, vùng đông bắc Pháp. Nó được tạo ra dưới dạng một cộng đồng khối dân cư vào tháng 1 năm 2014 và trở thành đô thị vào tháng 1 năm 2018. Nó có diện tích 312,8 km2 và dân số 224.863 người vào năm 2019.

## Bố cục
Métropole này bao gồm 46 xã sau:
1. Amanvillers
2. Ars-Laquenexy
3. Ars-sur-Moselle
4. Augny
5. Le Ban-Saint-Martin
6. Châtel-Saint-Germain
7. Chesny
8. Chieulles
9. Coin-lès-Cuvry
10. Coin-sur-Seille
11. Cuvry
12. Féy
13. Gravelotte
14. Jury
15. Jussy
16. Laquenexy
17. Lessy
18. Longeville-lès-Metz
19. Lorry-lès-Metz
20. Lorry-Mardigny
21. Marieulles
22. Marly
23. La Maxe
24. Mécleuves
25. Metz
26. Mey
27. Montigny-lès-Metz
28. Moulins-lès-Metz
29. Noisseville
30. Nouilly
31. Peltre
32. Plappeville
33. Pouilly
34. Pournoy-la-Chétive
35. Roncourt
36. Rozérieulles
37. Sainte-Ruffine
38. Saint-Julien-lès-Metz
39. Saint-Privat-la-Montagne
40. Saulny
41. Scy-Chazelles
42. Vantoux
43. Vany
44. Vaux
45. Vernéville
46. Woippy